# South Australian Open 1989
Il South Australian Open 1989 è stato un torneo di tennis giocato sul cemento. È stata la 12ª edizione del Torneo di Adelaide, che fa parte del Nabisco Grand Prix 1989. Si è giocato ad Adelaide in Australia dal 2 gennaio al 9 gennaio 1989.

## Campioni

### Singolare
Mark Woodforde ha battuto in finale  Patrik Kühnen con il punteggio di 7–5, 1–6, 7–5

### Doppio
Neil Broad /  Stefan Kruger hanno battuto in finale  Mark Kratzmann /  Glenn Layendecker con il punteggio di 6–2, 7–6